# Вотервил (Минесота)
Вотервил (енгл. Waterville) град је у америчкој савезној држави Минесота.

## Демографија
По попису из 2010. године број становника је 1.868, што је 35 (1,9%) становника више него 2000. године.
| Група             | 2000.         | 2010.         |
| Белци             | 1.783 (97,3%) | 1.797 (96,2%) |
| Афроамериканци    | 2 (0,1%)      | 7 (0,4%)      |
| Азијати           | 5 (0,3%)      | 5 (0,3%)      |
| Хиспаноамериканци | 6 (0,3%)      | 33 (1,8%)     |
| Укупно            | 1.833         | 1.868         |